# Nathaniel Pitcher Tallmadge
Nathaniel Pitcher Tallmadge (Chatham, 8 febbraio 1795 – Battle Creek, 2 novembre 1864) è stato un politico statunitense. Fu senatore per lo Stato di New York dal 1833 al 1844 e terzo governatore del Territorio del Wisconsin dal 1844 al 1845